# René Leidner
René Leidner est un peintre français né à Colmar le 1er juillet 1921 et mort à Paris le 20 mars 2004,.

## Biographie

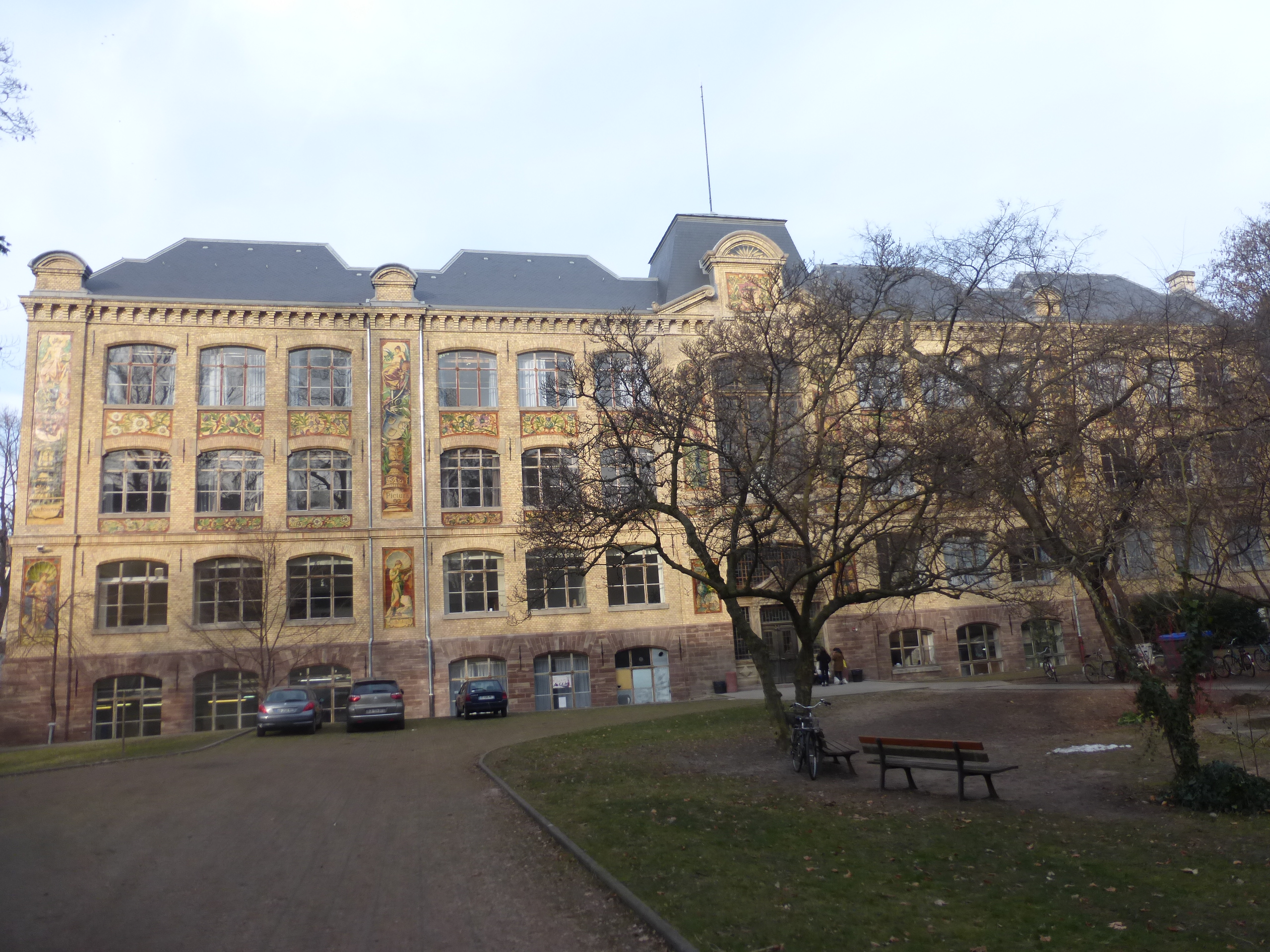
École supérieure des arts décoratifs de Strasbourg

La première ambition de René Leidner étant la carrière diplomatique, il entame des études juridiques que la Seconde Guerre mondiale interrompt. Se réfugiant dans le Jura, il s'oriente définitivement vers la peinture en 1941 et pratique alors l'aquarelle dans un goût suggérant Camille Corot tout en fréquentant le cercle des anthroposophes suisses fondé par Rudolf Steiner, orienté vers les sciences occultes et la théosophie et avec lequel il finira par rompre. Il est ensuite étudiant à l'École supérieure des arts décoratifs de Strasbourg, puis, gagnant Paris en 1949, à l'École nationale supérieure des beaux-arts, ce durant trois années où il fréquente également l'Académie Baudry.
C'est dès 1950, en une époque où à Montparnasse il fréquente Sonia Delaunay, Maria Elena Vieira da Silva, Alberto Giacometti, mais où sa rencontre la plus marquante est celle de Roger Bissière, que la peinture de René Leidner devient abstraite.
En 1960, il s'oriente vers une semi-figuration où des Corps, des Sorcières, des Archanges, des Hommes blessés, des Dinosaures sont suggérés dans une pâte épaisse. Puis en 1970, toujours dans des toiles très matiéristes, il retrouve la voie d'un paysagisme abstrait qui sera dit « création d'espaces concrets ».
Maître de dessin, René Leidner eut entre autres pour élève Élisabeth Pommereul qui obtint le prix de la Jeune Peinture en 1991.

## Réception critique
- « Des toiles de Leidner, une curieuse alchimie se dégage, des magmas de matière surgissent des empreintes, des formes, des ectoplasmes qui libèrent une énergie active, immédiate, intense. La communication métamorphose aussi celui qui sait regarder. » - Laurence Tacou[3]
- « Une écriture abstraite matiériste qui poursuit jusque dans les années 1970 les recherches propres à l'art informel des années 1950-1960. » - Gérald Schurr[6]

## Expositions

### Expositions personnelles
- Expositions d'atelier, Paris, 1965, 1975.
- Rétrospective René Leidner, La Vieille Douane, Strasbourg, 1969.
- Galerie Transposition, Paris, 1971.
- Galerie 222, Paris, 1978, 1979, 1980.
- Galerie Jacques Barbier, Paris, 1986.
- Galerie Sandro Rumney, Paris, 1989[3].
- Leidner, cinquante ans de peinture, galerie Elvine Dalbanes, Paris, octobre-novembre 1991.

### Expositions collectives
- Salon d'automne, 1989[7].
- Galerie d'art Structures, Lectoure, juillet 2011[8].
- Exposition Opulence, galerie Art 7, Sennecey-le-Grand, novembre-décembre 2013.
- Entreprise Agde, Le Passage d'Agen, juillet 2014[9].
- Exposition des trente ans du Fonds départemental d'art contemporain de l'Orne, Archives départementales de l'Orne et hôtel du Département, Alençon, octobre 2016 - janvier 2017[10].
- Trente œuvres du Fonds départemental d'art contemporain de l'Orne, galerie Estiv'Art, Alençon, juillet-septembre 2022[11].

## Collections publiques
- Alençon, Fonds départemental d'Art contemporain de l'Orne : La Peur, huile sur toile[11].
- Strasbourg, musée d'Art moderne et contemporain :
  - Les 2 âmes et les 43 cloisons, huile sur toile 65x81cm, 1963[12] ;
  - Pilotis noir, huile sur toile 55x66cm, 1975[13] ;
  - Petite nature morte rose et noire, huile sur aggloméré 33x41cm, 1975[14].